# Omomiłek ostrozębny
Omomiłek ostrozębny (Cratosilis denticollis) – gatunek chrząszcza z rodziny omomiłkowatych i podrodziny Cantharinae.

## Taksonomia
Gatunek opisany został po raz pierwszy w 1844 roku przez Theodora Emila Schummela pod nazwą Cantharis denticollis.

## Morfologia
Chrząszcz o wydłużonym ciele długości od 5 do 8 mm. Głowę ma czarną, zaopatrzoną w czarne, nitkowate czułki. Żółtoczerwonej barwy przedplecze ma kąty tylne wystające, zaopatrzone w krótkie, ostre wyrostki. Czarne pokrywy mają powierzchnię matową wskutek silnego punktowania i delikatnego, acz dobrze zaznaczonego marszczenia. Barwa odnóży jest żółtoczerwona. Wszystkie ich par mają wcięcia na pazurkach. Odwłok ma duży i szeroki przedostatni tergit o wystających kątach tylnych i ściętej krawędzi tylnej, często zasłaniający mały tergit ostatni. 

## Ekologia i występowanie
Owad głównie górski, w Alpach dochodzący do 2200 m n.p.m. Zasiedla tereny otwarte i półotwarte porośnięte trawami i ziołami. Preferuje piętro subalpejskie i alpejskie. Owady dorosłe obserwuje się od czerwca do sierpnia ze szczytem w lipcu. Przypuszczalnie pędzą głównie skryty, przyziemny tryb życia.
Gatunek palearktyczny, europejski, znany z Francji, Belgii, Luksemburga, Niemiec, Szwajcarii, Austrii, Włoch, Polski, Czech, Słowacji, zachodniej Ukrainy i Rumunii. W Polsce występuje w Sudetach, Karpatach i Górach Świętokrzyskich.